# Sjevat
Sjevat (Hebreeuws: שְׁבָט) is de vijfde maand van het joodse jaar en telt 30 dagen.
Deze maand valt ongeveer samen met de tweede helft van januari en de eerste helft van februari van de algemene of gregoriaanse kalender.
Feesten in de maand sjevat:
- 15 - Toe Biesjwat, het nieuwjaar van de bomen
- 30 - moederdag